# Forêt de Gougenheim
La forêt de Gougenheim est une forêt privée française située sur le territoire de la commune de Gougenheim en Alsace.

## Description
La forêt de Gougenheim est une chênaie-frênaie située dans l’Arrière-Kochersberg. C'est la plus vaste forêt du Kochersberg (18,7 ha).
Elle est bordée au nord-ouest par le Rohrbach, affluent de la Zorn, et au sud-ouest par le Dorfraben, affluent du Rohrbach.

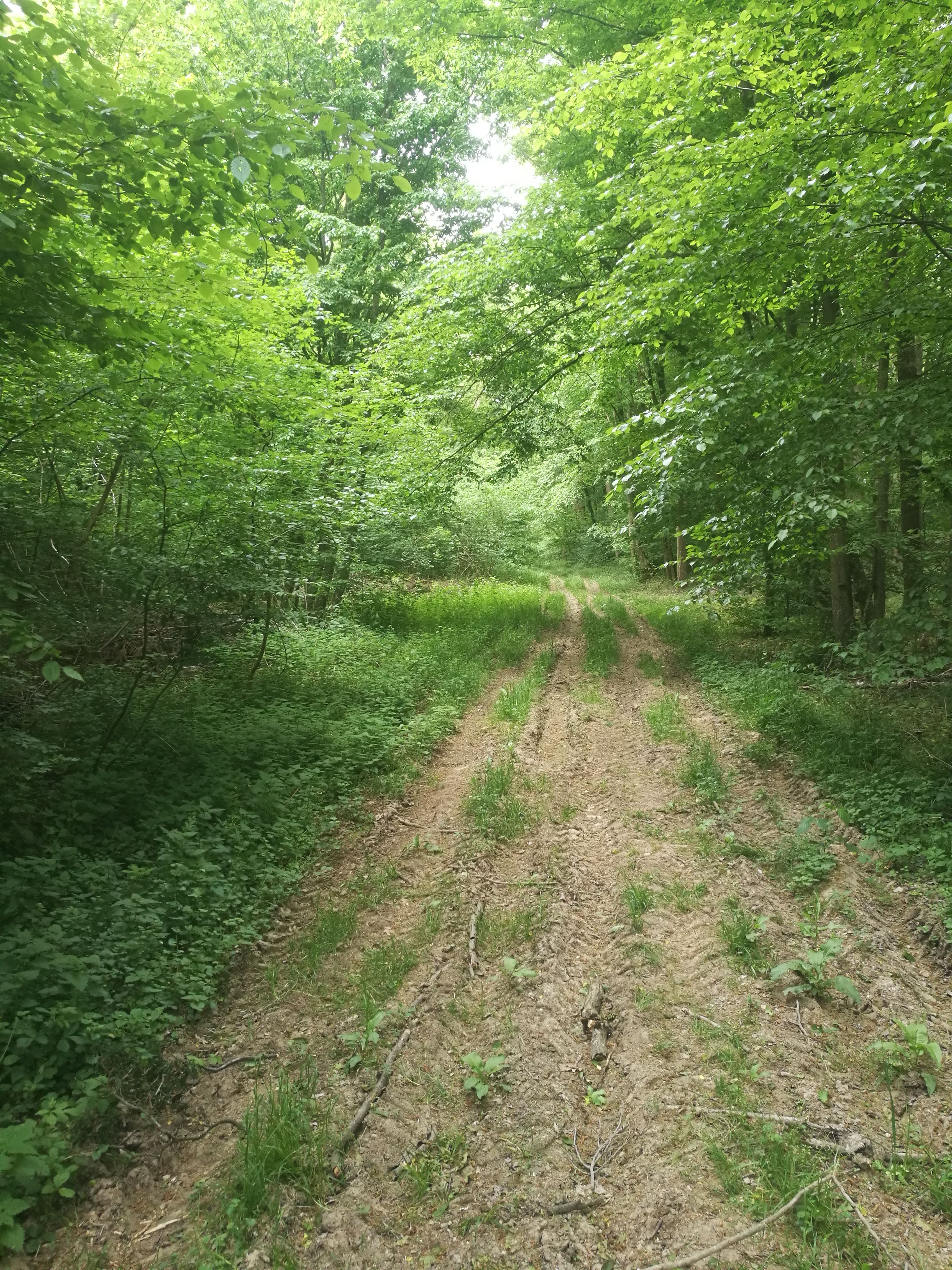
Chemin rural du Kreuzweg
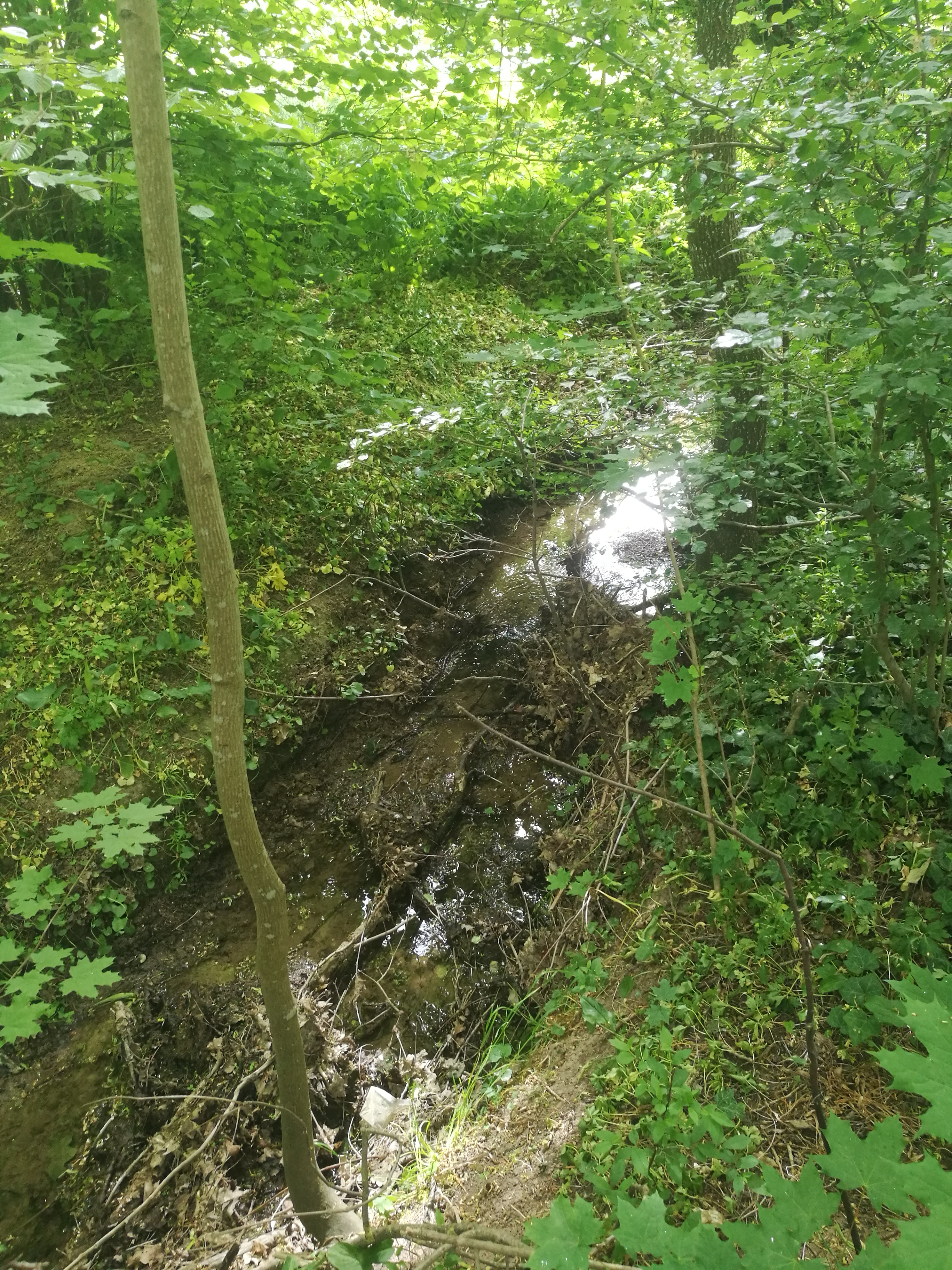
Dorfgraben en forêt de Gougenheim

## Flore
Liste des arbres et plantes poussant en forêt de Gougenheim :
- Ajuga reptans L.
- Alliaria petiolata (M. Bieb.) Cavara & Grande
- Allium ursinum L.
- Alnus glutinosa (L.) P. Gaertner
- Anemone nemorosa L.
- Arum maculatum L.
- Bellis perennis L.
- Cardamine flexuosa With.
- Cardamine hirsuta L.
- Carpinus betulus L.
- Cornus mas L.
- Cornus sanguinea L.
- Corydalis cava (L.) Schweigg. & Koerte
- Corylus avellana L.
- Daucus carota L.
- Erophila verna (L.) A.P. DC.
- Euonymus europaeus L.
- Fraxinus excelsior L.
- Gagea lutea (L.) Ker-Gawler
- Galium aparine L.
- Geranium robertianum L.
- Geranium rotundifolium L.
- Glechoma hederacea L.
- Hedera helix L.
- Hypericum perforatum L.
- Lamium purpureum L.
- Ligustrum vulgare L.
- Primula elatior (L.) Hill
- Prunus laurocerasus L.
- Prunus spinosa L.
- Ranunculus auricomus L.
- Ranunculus ficaria L.
- Robinia pseudoacacia L.
- Rosa arvensis Hudson
- Sambucus nigra L.
- Scilla bifolia L.
- Stellaria media (L.) Villars
- Tussilago farfara L.
- Ulmus minor Miller
- Urtica dioica L.
- Veronica hederifolia L.
- Veronica persica Poiret
- Viburnum lantana L.

## Histoire

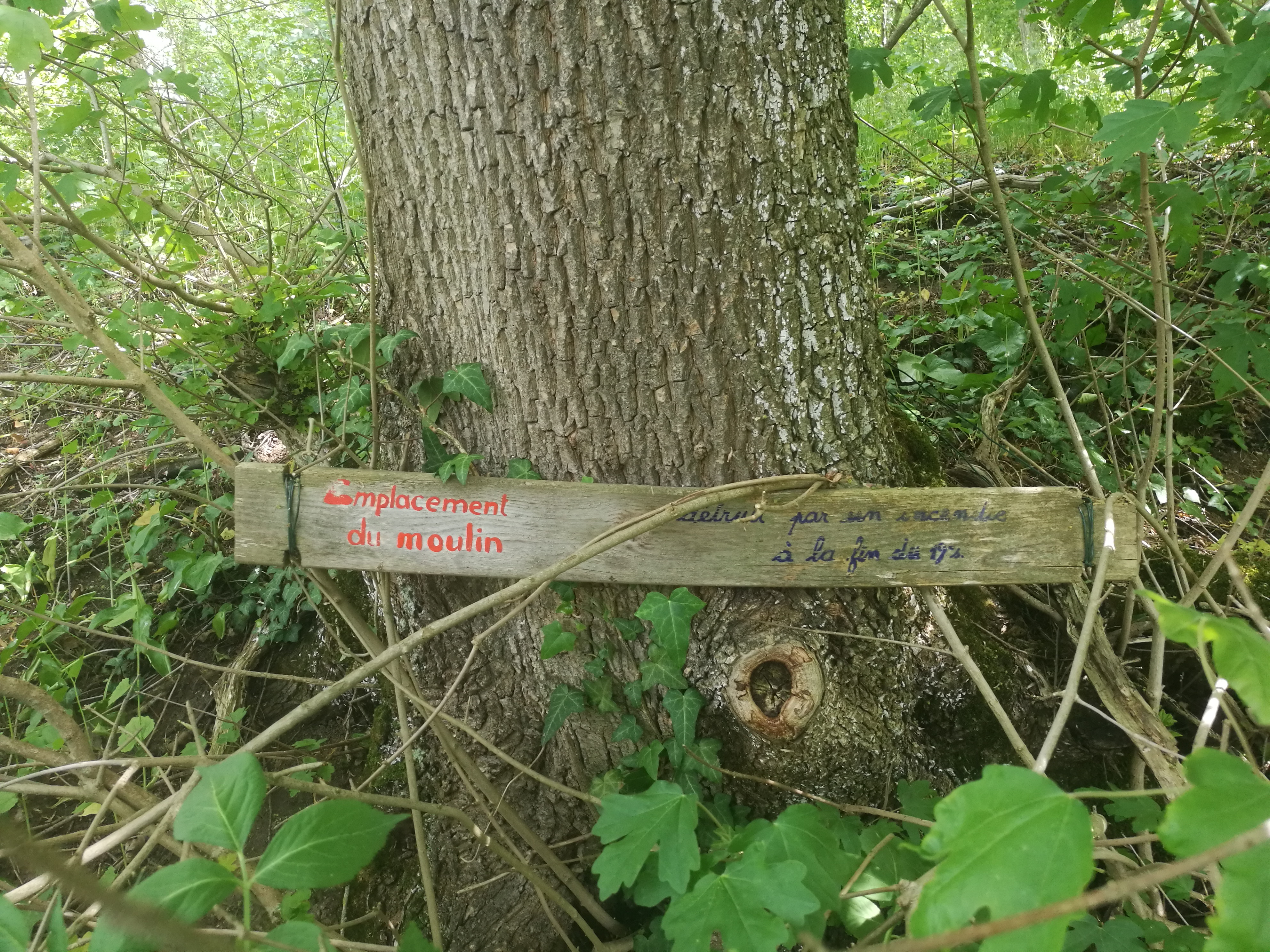
Emplacement du moulin

La forêt de Gougenheim est la seule forêt privée du Kochersberg. Elle est divisée en quatre parties, chaque partie étant divisée en 61 parcelles : cette division s'est faite à la Révolution et chacun des 61 foyers du Gougenheim de l'époque s'est vu attribuer un lot dans chacune des 4 sections.
Elle abrite les ruines d'un ancien moulin détruit par un incendie à la fin du XIXe siècle.

## Sentier sylvicole
Le sentier pédestre sylvicole (2,2 km) permet de découvrir la forêt de Gougenheim. Son tracé part du village et mène sur les rives du Dorfgraben puis du Rohrbach, le long de la station d'épuration du Sivom du Rohrbach, et passe devant l'emplacement de l'ancien moulin.

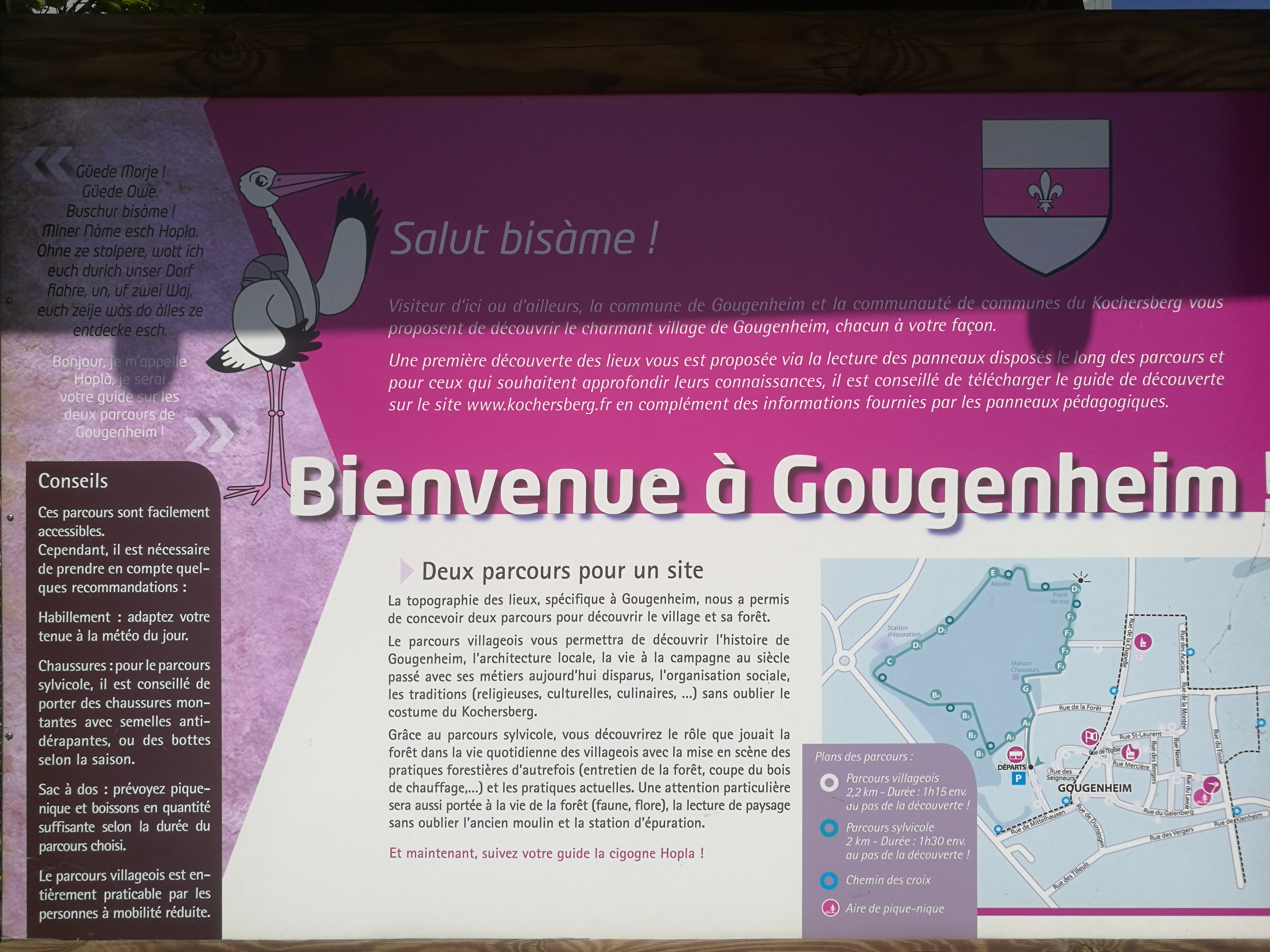
Tracé du sentier sylvicole
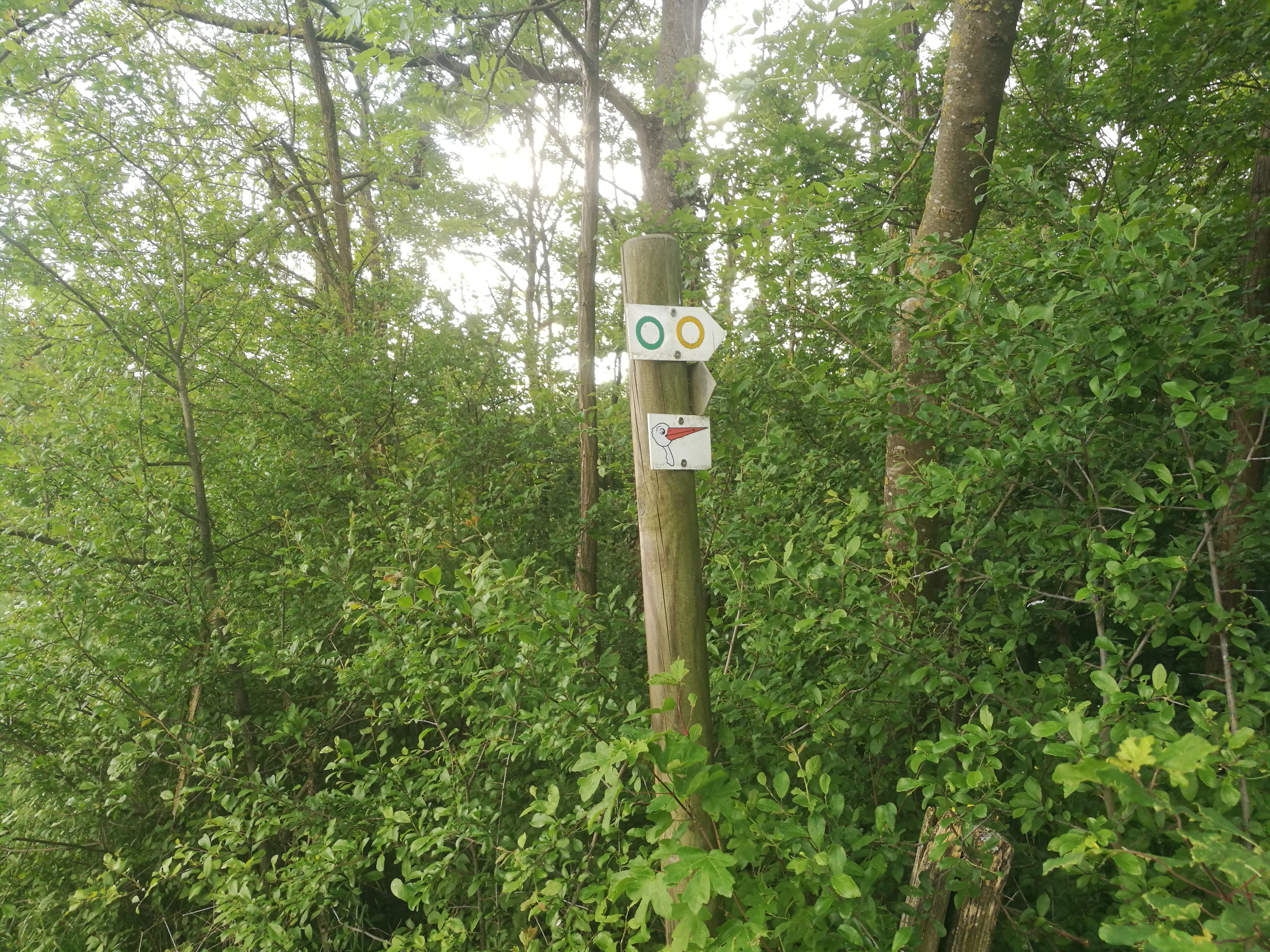
Balises du sentier pédestre